# Zawady (Pisz)
Zawady (deutsch Sawadden, 1938 bis 1945 Ottenberge) ist ein kleines Dorf in der polnischen Woiwodschaft Ermland-Masuren. Es gehört zur Gmina Pisz (Stadt- und Landgemeinde Johannisburg) im Powiat Piski (Kreis  Johannisburg).

## Geographische Lage
Zawady liegt im südlichen Osten der Woiwodschaft Ermland-Masuren, zehn Kilometer südöstlich der Kreisstadt Pisz (deutsch Johannisburg).

## Geschichte
Das kleine bis nach 1540 Sawaden, vor 1579 Sawada und bis 1938 Sawadden genannte Dorf wurde 1473 durch den Deutschen Ritterorden als Freigut mit 13 Hufen nach Magdeburgischem Recht gegründet.
Das Dorf gehörte zum Kreis Johannisburg im Regierungsbezirk Gumbinnen (ab 1905: Regierungsbezirk Allenstein) in der preußischen Provinz Ostpreußen. 1874 kam es zum neu errichteten Amtsbezirk Kallenzinnen (ab 1938 „Amtsbezirk Dreifelde“).
189 Einwohner zählte Sawadden im Jahre 1910. Am 3. Juni (amtlich bestätigt am 16. Juli) 1938 wurde das Dorf aus politisch-ideologischen Gründen der Abwehr fremdländisch klingender Ortsnamen in „Ottenberg“ umbenannt. Die Einwohnerzahlen beliefen sich 1933 und 1939 gleichbleibend auf 172.  
In Kriegsfolge kam 1945 das gesamte südliche Ostpreußen und mit ihm Sawadden resp. Ottenberge zu Polen. Das Dorf erhielt die polnische Namensform „Zawady“ und ist heute Sitz eines Schulzenamtes (polnisch Sołectwo) und somit eine Ortschaft innerhalb der Stadt- und Landgemeinde Pisz (Johannisburg) im Powiat Piski (Kreis Johannisburg), bis 1998 der Woiwodschaft Suwałki, seither der Woiwodschaft Ermland-Masuren zugehörig. Im Jahre 2011 zählte Zawady 71 Einwohner.

## Religionen
Zawady war bis 1945 in die evangelische Kirche Johannisburg in der Kirchenprovinz Ostpreußen der Kirche der Altpreußischen Union sowie in die römisch-katholische Kirche in Johannisburg im Bistum Ermland eingepfarrt.
Heute gehört Zawady katholischerseits zur St.- Johannes-der-Täufer-Kirche Pisz bzw. zur Pfarrkirche in Kumielsk (Kumilsko, 1938 bis 1945 Morgen) im Bistum Ełk der Römisch-katholischen Kirche in Polen. Die evangelischen Einwohner halten sich zur Kirchengemeinde in Pisz in der Diözese Masuren der Evangelisch-Augsburgischen Kirche in Polen.

## Schule
Sawadden wurde 1737 Schulort.

## Verkehr
Zawady liegt östlich der polnischen Landesstraße 63 an einer Nebenstraße, die über Kałęczyn (Kallenzinnen, 1938 bis 1945 Dreifelde) nach Kumielsk (Kumilsko, 1938 bis 1945 Morgen) führt. Eine Bahnanbindung besteht nicht. Bis 1945 war Kallenzinnen (Dreifelde) die nächste Bahnstation und lag an der – heute nicht mehr befahrenen – Bahnstrecke Johannisburg–Dlottowen/Fischborn–Kolno.